# Andreas Pereira
Andreas Hugo Hoelgebaum Pereira, född 1 januari 1996 i Duffel, Belgien, är en brasiliansk-belgisk fotbollsspelare (mittfältare) som spelar för Fulham.

## Klubbkarriär
Pereira började sin karriär i belgiska Lommel United, som han lämnade för nederländska PSV Eindhoven som nioåring, 2005. I november 2011 värvades han av Manchester United.
Pereira gjorde sin seniordebut för Manchester United den 26 augusti 2014, när han byttes in mot Saidy Janko i en 4–0-bortaförlust mot Milton Keynes Dons. Den 15 mars 2015 gjorde Pereira sin Premier League-debut i en 3–0-vinst över Tottenham Hotspur, där han byttes in i den 77:e minuten mot Juan Mata. Den 2 oktober 2020 lånades Pereira ut till italienska Lazio på ett låneavtal över säsongen 2020/2021. Den 20 augusti 2021 lånades Pereira ut till brasilianska Flamengo på ett låneavtal över säsongen 2021/2022.
Den 11 juli 2022 värvades Pereira av Fulham, där han skrev på ett fyraårskontrakt.